# West Hurley
West Hurley – jednostka osadnicza w Stanach Zjednoczonych, w stanie Nowy Jork, w hrabstwie Ulster.